# ولدت لتهرب (لوست)
«وُلدت لتهرب» (بالإنجليزية: Born to Run) هي الحلقة الثانية والعشرون من الموسم الأول من لوست. أخرجها تاكر غيتس، وكتبها إدوارد كتسس وآدم هوروويتز، واستندت إلى قصة من خافيير جريللو-ماركسواتش. تم بثها لأول مرة في 11 مايو 2005، على قناة ABC. ظهرت شخصية كيت أوستن (إيفانجلين ليلي) في فلاشباك الحلقة. عنوان الحلقة Born to Run هو إشارة إلى أغنية وألبوم لـ بروس سيرينغستين يحملوا نفس الأسم.

## القصة

### الفلاشباك
تقوم كيت بتغيير لوحة ترخيص سيارتها، وصبغ شعرها، والاستحمام، بالإضافة إلى إستلام رسالة تحت الاسم المستعار جوان هارت. عادت لاحقًا إلى مسقط رأسها لزيارة والدتها المحتضرة، وأثناء وجودها هناك، تلتقي بصديقها السابق توم برينان (ماكنزي أستين)، وهو طبيب في المستشفى. قرر الاثنان حفر كبسولة زمنية في علبة غداء دفنوها في عام 1989. من بين محتوياتها لعبة طائرة لتوم وشريط تسجيل قاموا بتسجيله للذكرى. في وقت لاحق، بمساعدة توم، تستطيع كيت أن تكون بمفردها مع والدتها (بيث بروديريك) وتعتذر. لكن بعيدًا عن الرضا، بدأت والدتها في الصراخ طلبًا للمساعدة. تهرب كيت، وتغمي شرطيًا قبل أن تركض إلى توم، الذي يعطيها مفاتيح سيارته ويصعد إليها. عندما تحاول الشرطة منع خروجهم من المستشفى، تطلب كيت من توم المغادرة، لكنه يرفض. بينما تطلق الشرطة النار على السيارة المسرعة، تصطدم كيت بسيارتهم بعيدًا قبل أن تصطدم بأخرى. مع توقف السيارة أخيرًا، تنظر كيت إلى توم وتجده ميتًا. ذهلت كيت وغادرت دون خيار سوى الفرار.

### على الجزيرة
يناقش تشارلي بيس (دومينيك موناغان) وكيت الشهرة التي تنتظرهم إذا تم إنقاذهم، وهذا يزعج كيت. أعلن أحد الناجين اسمه الدكتور ليزلي أرزت (دانيال روبوك)، مدرس علوم، فجأة أن موسم الرياح الموسمية قادم، حيث تتجه الرياح جنوبًا، وأن عليهم التوجه شمالًا للوصول إلى ممرات الشحن. كما قال أنه يجب أن يغادر الطوف على الفور حتى لا تنقلب عليه قوى الطبيعة. هذا يضرب الجميع بشدة. وهكذا، يسرع مايكل داوسن (هارولد بيرينو) لإنهاء الطوف، وتسعى كيت للحصول على مكان. يرفض مايكل، مؤكدا حقيقة أن جميع الأماكن قد تم حجزها بالفعل. بعد محادثة مع سوير (جوش هولواي)، أعاد النظر، بسبب اتفاقهما أن سوير لديه القليل من المعرفة بفن الإبحار ولن يكون مفيدًا بمجرد أن تبدأ الرحلة. انطلق سوير لمواجهة كيت، التي يعتبرها بحق أكبر تهديد له، وأخبرها أنه يعرف سبب رغبتها في الصعود على الطوف: إنها تريد الهروب من القبض عليها من السلطات في العالم الخارجي.
يلتقي سعيد جراح (نافين أندروز) وجاك شيبارد (ماثيو فوكس) بجون لوك (تيري أوكوين) عند الفتحة. تفاجأ جاك بما وجده هناك، وسأل لوك لماذا لم يرد إخبار أي شخص عنها. يتبع ذلك مواجهة قصيرة بين القائدين، وبعد ذلك يصرح جاك عن اعتقاده بضرورة فتح الفتحة. أثار هذا رد فعل غاضب من سعيد، الذي يخشى محتواها، والذي أحضر جاك بالفعل لإقناع لوك بالتراجع عن الفكرة، لكن الأمر لم يُحسم.
أصيب مايكل بالمرض فجأة أثناء عمله مع جين (دانيال داي كيم). بعد أن عاد من الفتحة، واستدعته كيت المستعجلة، قام جاك بفحصه والبحث عن سبب المرض. اكتشف في النهاية بعض الأدوية المذابة جزئيًا في زجاجة ماء كان مايكل يشرب منها. عند معرفة ذلك، يشتبه المصاب على الفور في سوير، ولكن في وقت قصير، يشتبه في كيت أيضًا، مما دفع جاك إلى مواجهتها بشأن ذلك. تنكر أي تورط لها. في غضون ذلك، أكد والت لويد (مالكولم ديفيد كيلي) للوك أنه غير مسؤول أيضًا، خوفًا من أن يشتبه فيه بعد قيامه بتخريب الطوف في وقت سابق. عندما يلمس لوك ذراعه ليؤكد له أن مخاوفه غير موجودة، يصبح والت خائفًا، وعلى الرغم من عدم معرفته بها مسبقًا، يتوسل لوك ألا يفتح «تلك»؛ الفتحة.
سوير يذهب إلى مايكل الذي يتعافى ويقدم له زجاجة من مضادات الحموضة. غاضبًا من خده الظاهري، طرده مايكل من الطوف. غاضبًا، وتم اختباره أخيرًا خارج الحدود التي يسمح بها صبره، سوير يكشف إجرام كيت لجميع الحاضرين (بشكل ملحوظ، صن غير موجودة). ينتزع سوير حقيبتها، ويفرغها ليكشف أن كيت سرقت جواز سفر جوانا، المرأة التي غرقت في حلقة "الأرنب الأبيض"، في محاولة لتزوير هويتها. تعترف كيت على مضض بحقيقة أنها كانت الشخص في قبضة المارشال.
بينما يسرع القارب نحو الانتهاء، يمشي جاك إلى صن (كيم يون-جين) ويواجهها بشأن حادثة التسمم. تعترف صن بأنها المسؤولة، موضحة أنها تريد منع جين من المغادرة. لقد استنتج جاك بالفعل أنه مع عمل جين ومايكل على مقربة من هذا القبيل، من السهل عليهم خلط زجاجات المياه الخاصة بهم. لا يرى أي سبب لكشف طيشها للآخرين، ويعدها بأنه لن يفعل ذلك. لاحقًا، في محادثة خاصة مع كيت، أقسمت صن ألا تخبر أي شخص أن التخدير كان فكرة كيت. ومع ذلك، فإن تفكيرها معيب، لأنها تعتقد أن فكرة كيت قد وُضعت لغرض وحيد هو مساعدتها.
في تلك الليلة، تودع كيت وسوير وقاموا بشيئًا كتعويض، بينما يعترف والت لوالده بأنه مسؤول عن الحريق الذي دمر الطوف الأول. يوضح أنه يريد البقاء في الجزيرة. مايكل، متفاجئًا، يقول إنه لا يزال بإمكانهم البقاء، لكن والت يصر على المغادرة.

## تفاصيل غير مهمة
في لوست: قطع مفقودة حلقة «الكساد الاستوائي»، يعترف الدكتور أرزت ويعتذر لمايكل لأنه اختلق كل شيء عن الرياح الموسمية لأنه أراد أن يغادر الطوف على الفور.
تم تسجيل الرسالة الصوتية التي تم تشغيلها بواسطة كيت وتوم في 15 أغسطس 1989، بتنسيق التاريخ الأمريكي، 8/15. يتعلق هذا برحلة أوشيانيك الرحلة 815 واثنين من الأرقام. 8 و 15 كلاهما جزء من الأرقام الغامضة للجزيرة: 4 8 15 16 23 42. كانت بيث بروديريك في الساحرة المراهقة سابرينا التي لعبت دور البطولة ميليسا جوان هارت على قناة ABC خلال التسعينيات، وكان اسم كيت المستعار جوان هارت إشارة إلى العرض المذكور.

## الإستقبال
اكتسبت هذه الحلقة 17.10 مليون مشاهد عند بثها لأول مرة.

## روابط خارجية
- «ولدت لتهرب» في ABC
- «ولدت لتهرب» على قاعدة بيانات الأفلام على الإنترنت

1. ↑  "Lost - Netflix". نتفليكس. مؤرشف من الأصل في 2021-05-01. اطلع عليه بتاريخ 2017-11-24.
2. ↑  "Weekly Program Rankings". أيه بي سي Medianet. 17 مايو 2005. مؤرشف من الأصل في 2020-10-01. اطلع عليه بتاريخ 2008-07-30.